# Uniwersytet

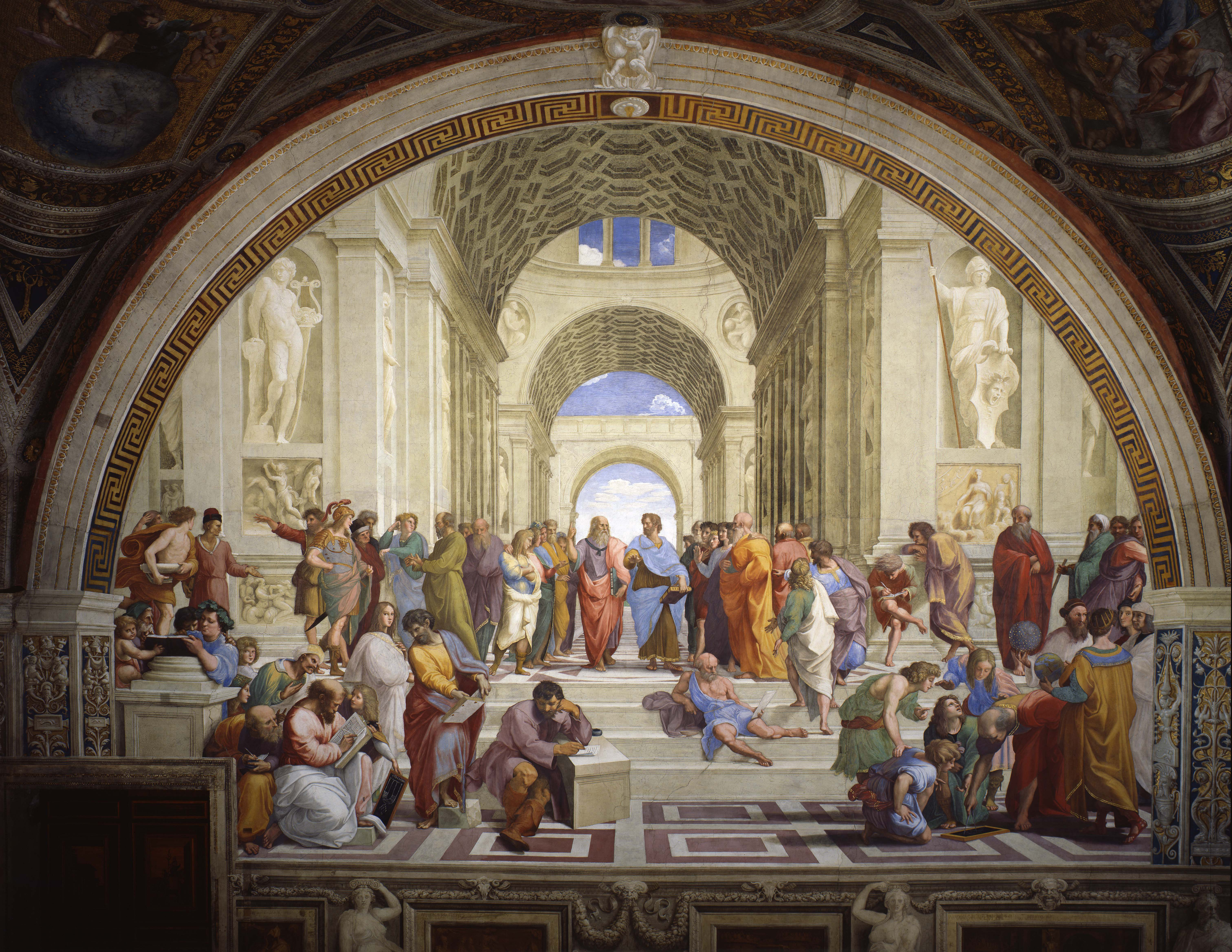
Szkoła Ateńska, malowidło naścienne autorstwa Rafaela

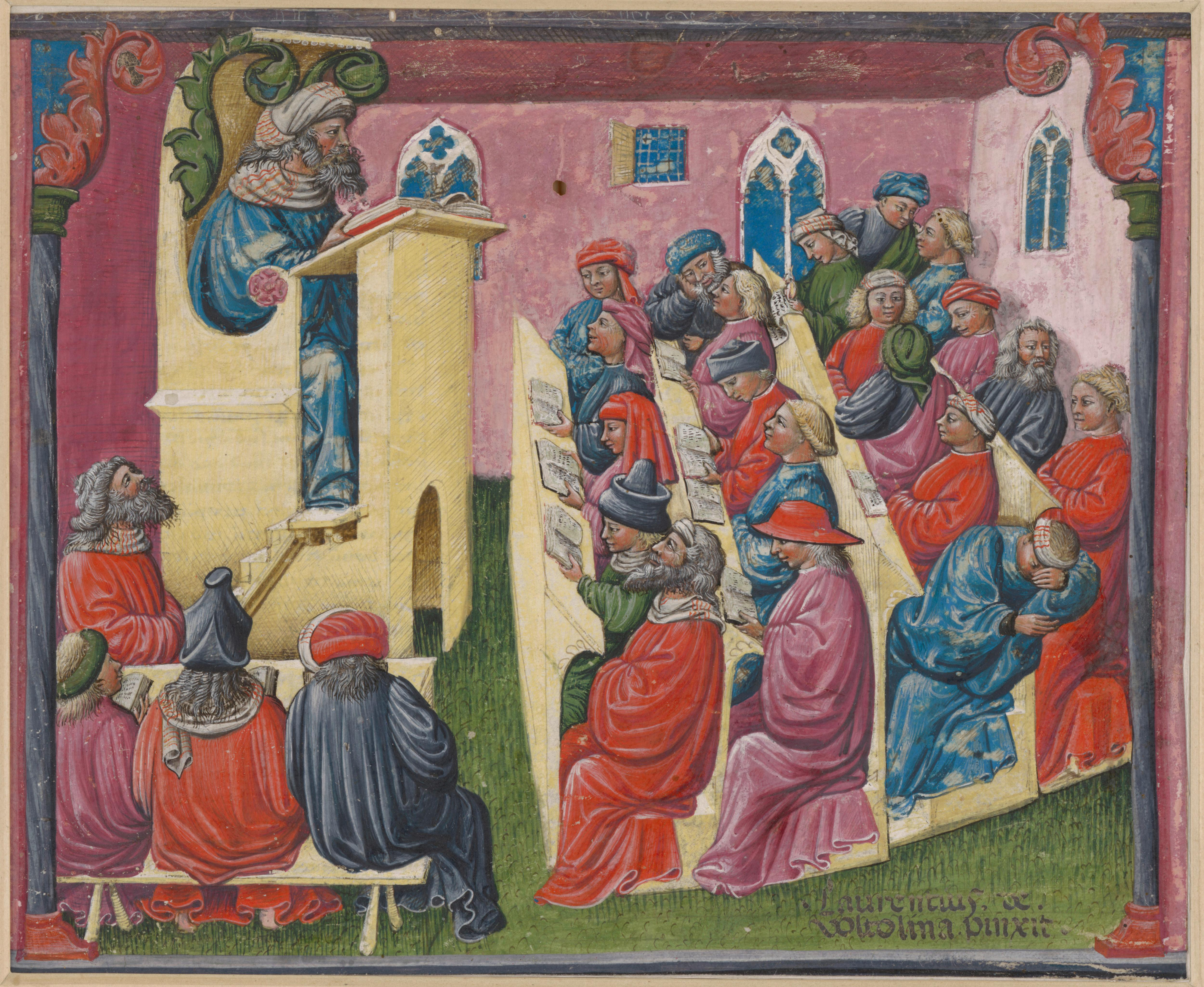
Uniwersytet Boloński, XIV wiek

Uniwersytet (łac. universitas magistrorum et scholarium „ogół nauczycieli i uczniów”) – najstarszy rodzaj uczelni o charakterze nietechnicznym, której celem jest przygotowanie kadr pracowników naukowych oraz kształcenie wykwalifikowanych pracowników.
W Polsce wyraz „uniwersytet” może być używany w nazwie uczelni, której jednostki organizacyjne posiadają uprawnienia do nadawania stopnia naukowego doktora co najmniej w dziesięciu dyscyplinach, w tym co najmniej po dwa uprawnienia w każdej z następujących grup dziedzin nauki:
- humanistycznych, prawnych, ekonomicznych lub teologicznych
- matematycznych, fizycznych, nauk o Ziemi lub technicznych
- biologicznych, medycznych, chemicznych, farmaceutycznych, rolniczych lub weterynaryjnych.

Cechą charakterystyczną uniwersytetów jest autonomia, która sprowadza się do stanowienia rozległych uprawnień statutowych o charakterze samorządowym, w tym prawa do wyboru władz, mieszczącego się w zakresie autonomii wewnętrznej uczelni. Cechą uniwersytetów jest również wolność akademicka, czyli wolność nauki i nauczania.

## Modele uniwersytetu
Wyróżnić można cztery modele uniwersytetu:
- model Kanta – państwo interweniuje jedynie w niektórych aspektach działalności uczelni
- model Humboldta – państwo odgrywa rolę drugoplanową i nie ingeruje w wewnętrzne sprawy uniwersytetu[4]
- model Napoleona – państwo zachowuje pełną kontrolę nad działalnością uniwersytetów
- model brytyjski – państwo nie jest właścicielem uniwersytetów, wspiera je jedynie w ich działalności[5].

## Historia

### Początki

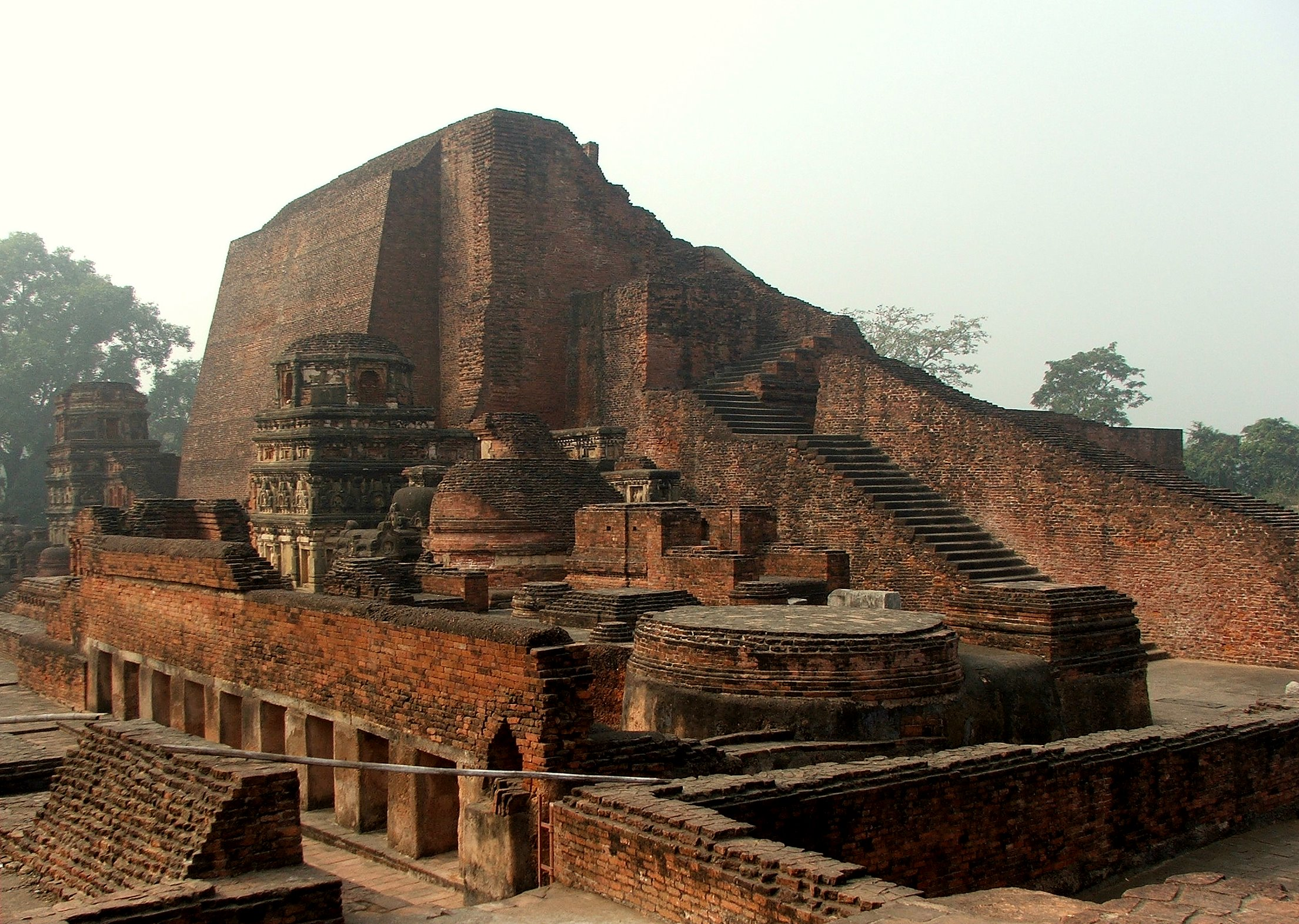
Uczelnia Nalanda – ruiny

Pierwsze znane obecnie szkoły, przypominające swym charakterem uniwersytety, powstały w czasach starożytnych na obszarach Bliskiego Wschodu, Indii, Chin oraz Grecji. Należały do nich m.in. Akademia Platońska (działająca w latach 387 p.n.e. – 529), chińskie szkoły Shang-Xiang, Taixue i Guozijian oraz uczelnia Nalanda (działająca w latach ok. 500 n.e. – 1193 na obszarze Indii).
We wczesnym średniowieczu kalifaty arabskie oraz Cesarstwo Bizantyńskie były najwyżej cywilizacyjnie rozwiniętymi obszarami świata, a Bagdad i Konstantynopol stały się stolicami ówczesnej nauki. Częściowo sytuacja ta wynikała z faktu, iż Bizancjum oraz świat arabski – w przeciwieństwie do Zachodu – zachowały zdobycze nauki starożytnych Greków, Rzymian i innych ludów (Bizancjum było kontynuacją Cesarstwa Wschodniorzymskiego). W Bagdadzie powstał tzw. „Dom Mądrości” – olbrzymia biblioteka i jednocześnie szkoła filozoficzna, w Fezie (obecnie Maroko) od 859 roku działał uniwersytet Al-Karawijjin, a w Kairze uniwersytet Al-Azhar (od 988). Na uczelniach tych wykładano, między innymi, teologię, filozofię, logikę i medycynę.
W tym czasie w Europie Zachodniej nauka była w upadku. Karol Wielki (ok. 800) usiłował stymulować jej rozwój, tworząc szkołę pałacową w Akwizgranie, w której uczyli duchowni. Za jego przykładem szli inni władcy europejscy. Kościół rzymskokatolicki tworzył szkoły klasztorne (m.in. w Auxerre, Reims, St. Gallen, Chartres). Karol Wielki zreformował system szkolnictwa europejskiego, podwyższając poziom nauczania w szkołach klasztornych; tworzył też szkoły katedralne i zarządził, by do nauki w tych szkołach swobodnie dopuszczano świeckich (dotychczas naukę mogli pobierać tylko ludzie przygotowujący się do stanu duchownego). Ustalony program obejmował 7 sztuk wyzwolonych w stopniach niższym, tzw. trivium (gramatyka, retoryka, dialektyka) i wyższym, tzw. quadrivium (arytmetyka, geometria, astronomia i muzyka). W 970 roku Gerbert z Aurillac wprowadził w Europie cyfry arabskie. Mimo tych reform i osiągnięć poziom nauki w Europie był do XI–XII w. bardzo niski, niższy od poziomu nauki greckiej w III w. p.n.e.

### Średniowiecze

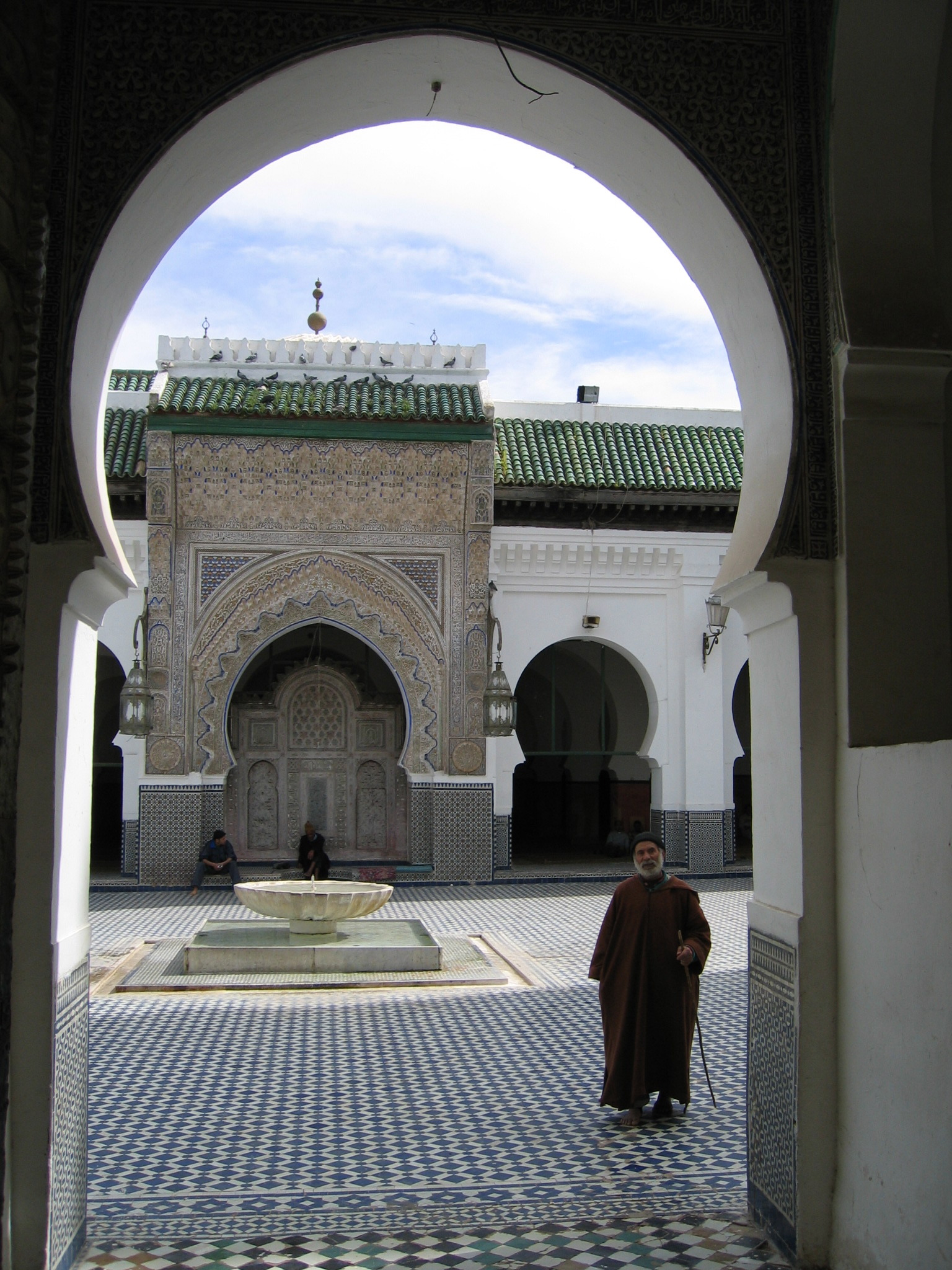
Uniwersytet Al-Karawijjin w Fezie

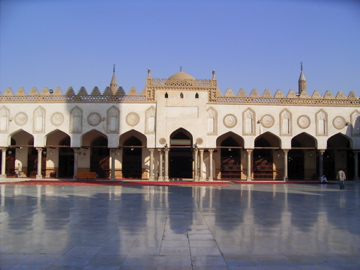
Uniwersytet Al-Azhar w Kairze

Ożywienie intelektualne na Zachodzie nastąpiło dopiero na przełomie XI i XII wieku wraz z rozwojem miast i gospodarki, ogólnym podniesieniem się poziomu cywilizacyjnego i przyswojeniem zdobyczy nauki arabskiej oraz greckiej. Już wcześniej polem tych kontaktów były szkoły bizantyńskie w południowych Włoszech, m.in. w Salernie, gdzie studiowano pisma uczonych arabskich i greckich. Do Europy trafiły arabskie przekłady dzieł Arystotelesa. Ze „Wschodu” na „Zachód” przedostawała się ogromna ilość informacji naukowych, co zapoczątkowało ferment intelektualny, dzięki któremu nauka została wyrwana ze stagnacji. Ośrodkiem tego ruchu stały się szkoły w Bolonii, Paryżu i Oksfordzie, które z czasem przekształciły się w pierwsze zachodnie uniwersytety.
Jedną z pierwszych uczelni zorganizowaną na kształt późniejszych uniwersytetów była szkoła w Konstantynopolu, reaktywowana w latach 842–849 przez Bardasa, regenta cesarza bizantyńskiego Michała III, zwana także Uniwersytetem Magnaura. Na uczelni tej wykładano, między innymi, medycynę, filozofię, prawo, ekonomię, geografię, retorykę i astronomię. Następnymi były bułgarskie uczelnie w Presławiu i Ochrydzie – tak zwane szkoły piśmiennicze, powstałe w IX wieku za panowania cara Symeona I. W szkołach tych wykładano literaturę, nauki przyrodnicze, geografię i inne przedmioty.
Najstarsza uczelnia typu uniwersyteckiego w kręgu cywilizacji zachodniej to Szkoła medyczna w Salerno, powstała już w VIII w. na terenie dawnych bizantyńskich posiadłości na południu Półwyspu Apenińskiego. Tradycyjnie za najstarszy uniwersytet uważa się Uniwersytet Boloński utworzony w 1088 roku we Włoszech. Wynika to z faktu, iż była to pierwsza uczelnia, która nazywała się oficjalnie uniwersytetem, choć pod względem organizacyjnym nie różniła się od swoich poprzedniczek.
Pierwsze uniwersytety były wytworem ówczesnej kultury miejskiej. Początkowo określano je mianem studium generale. Ich struktura organizacyjno-ustrojowa wzorowana była na instytucjach cechowych. Olbrzymi wpływ na kształt uczelni miał Kościół; językami wykładowymi były: greka, łacina, arabski i język staro-cerkiewno-słowiański. Rozkwit uniwersytetów i towarzyszących im ośrodków miejskich datuje się na XIII–XV wiek.
Niektóre z uniwersytetów dopuszczały w swoje mury kobiety. Włoska lekarka Trotula di Ruggiero miała przydzieloną katedrę w szkole medycznej w Salerno, gdzie uczyła szlachetnie urodzone Włoszki. Grupę jej uczennic określa się czasem jako „damy z Salerno”. Jej to też przypisuje się często autorstwo ważnych tekstów medycyny kobiecej: położnictwa i ginekologii. Uniwersytet Boloński pozwalał kobietom uczęszczać na zajęcia od chwili powstania w 1088. Katedrę medycyny w XV wieku prowadziła tam Dorotea Bucca.
Zapoczątkowana w XVII wieku rewolucja naukowa dała bodziec do rozwoju nowożytnych uniwersytetów, które od średniowiecznych odróżniało wprowadzenie języków narodowych jako wykładowych, a także skierowanie nacisku na osobistą pracę naukową profesorów i swobodę prowadzonych przez nich badań naukowych.

## Najstarsze szkoły typu uniwersyteckiego
| Miasto                            | Rok założenia             | Uniwersytet                                               |
| --------------------------------- | ------------------------- | --------------------------------------------------------- |
| Konstantynopol                    | 849 (istniał do 1453)     | Uniwersytet Konstantynopolitański                         |
| Fez                               | 859                       | Uniwersytet Al-Karawijjin                                 |
| Ochryda                           | IX wiek                   | Ochrydzka szkoła piśmiennicza                             |
| Presław                           | IX wiek (istniała do 972) | Presławska szkoła piśmiennicza                            |
| Salerno                           | X wiek                    | Szkoła medyczna w Salerno                                 |
| Kair                              | 988                       | Al-Azhar                                                  |
| Bolonia                           | 1088                      | Uniwersytet Boloński                                      |
| Paryż                             | ok. 1100                  | Uniwersytet Paryski (nazywany później zwyczajowo Sorboną) |
| Oksford                           | 1167                      | Uniwersytet Oksfordzki                                    |
| Modena                            | 1175                      | Uniwersytet w Modenie                                     |
| Cambridge                         | 1209                      | Uniwersytet w Cambridge                                   |
| Salamanka                         | 1218                      | Uniwersytet w Salamance, reorganizacja: 1254              |
| Padwa                             | 1222                      | Uniwersytet Padewski                                      |
| Neapol                            | 1224                      |                                                           |
| Tuluza                            | 1229                      |                                                           |
| Siena                             | 1240                      |                                                           |
| Montpellier                       | 1289                      |                                                           |
| Coimbra                           | 1290                      | Uniwersytet w Coimbrze                                    |
| Rzym                              | 1303                      |                                                           |
| Orlean                            | 1309                      |                                                           |
| Florencja                         | 1321                      |                                                           |
| Grenoble                          | 1339                      |                                                           |
| Piza                              | 1343                      |                                                           |
| Valladolid                        | 1346                      |                                                           |
| Praga                             | 1348                      | Uniwersytet Karola                                        |
| Pawia                             | 1361                      | Uniwersytet w Pawii                                       |
| Kraków                            | 1364                      | Uniwersytet Jagielloński odnowienie: 1400                 |
| Wiedeń                            | 1365                      |                                                           |
| Pecz                              | 1367                      |                                                           |
| Heidelberg                        | 1386                      |                                                           |
| Kolonia                           | 1388                      |                                                           |
| Obuda (dziś dzielnica Budapesztu) | 1389                      |                                                           |
| Ferrara                           | 1391                      |                                                           |
| Erfurt                            | 1392                      |                                                           |

## Najlepsze uniwersytety na świecie
Prócz uniwersytetów o długiej historii, do znaczących placówek należą:

### Europa

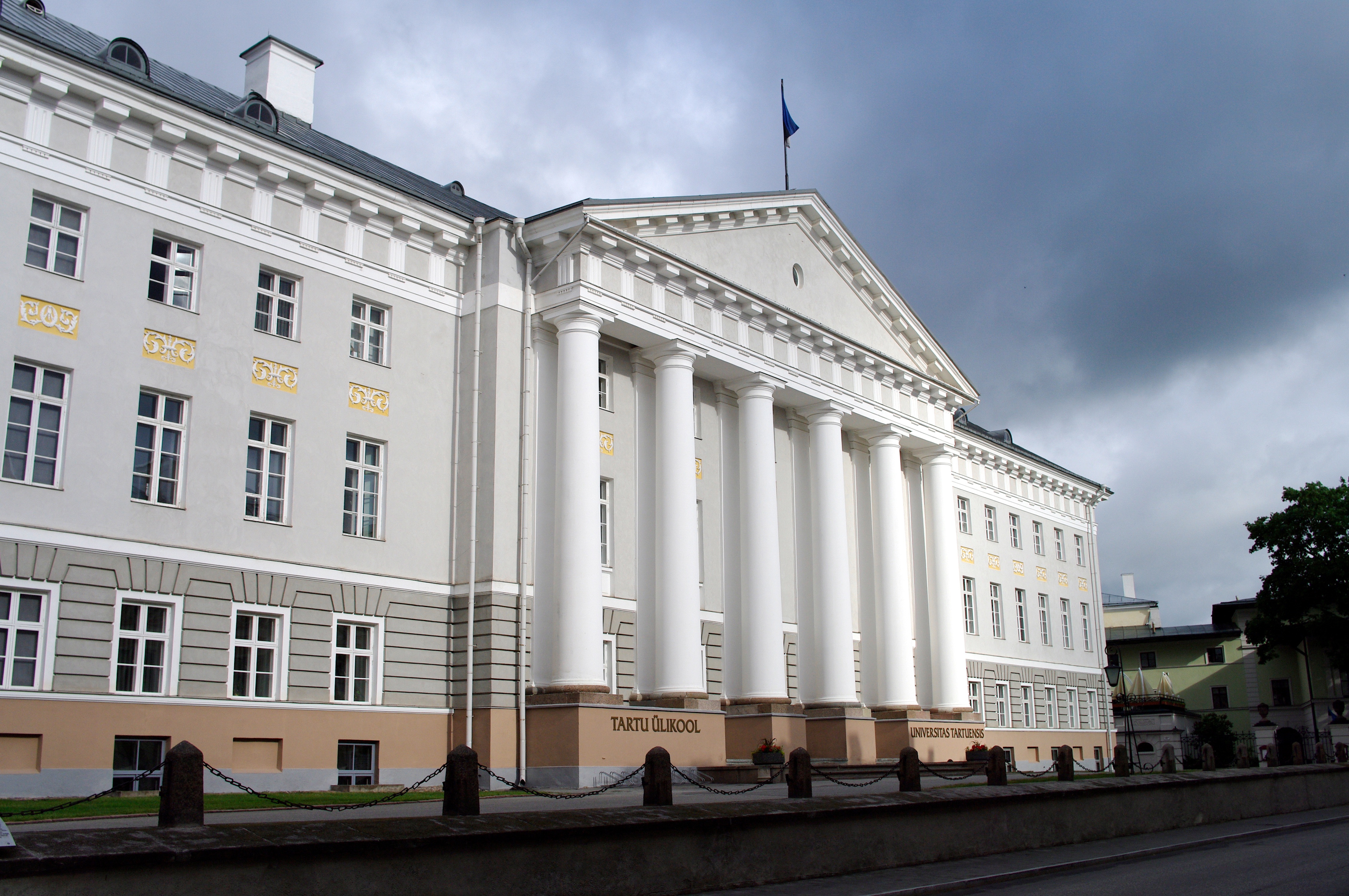
Obecny główny budynek Uniwersytetu w Tartu (założonego w XVII wieku) został zbudowany w XIX wieku. Uniwersytet jest obecnie jednym z najważniejszych i najbardziej prestiżowych uniwersytetów na świecie.

#### Francja
- Uniwersytet Piotra i Marii Curie – Paryż
- Université de Paris XI – Paryż
- École normale supérieure – Paryż

#### Dania
- Uniwersytet Kopenhaski – Kopenhaga

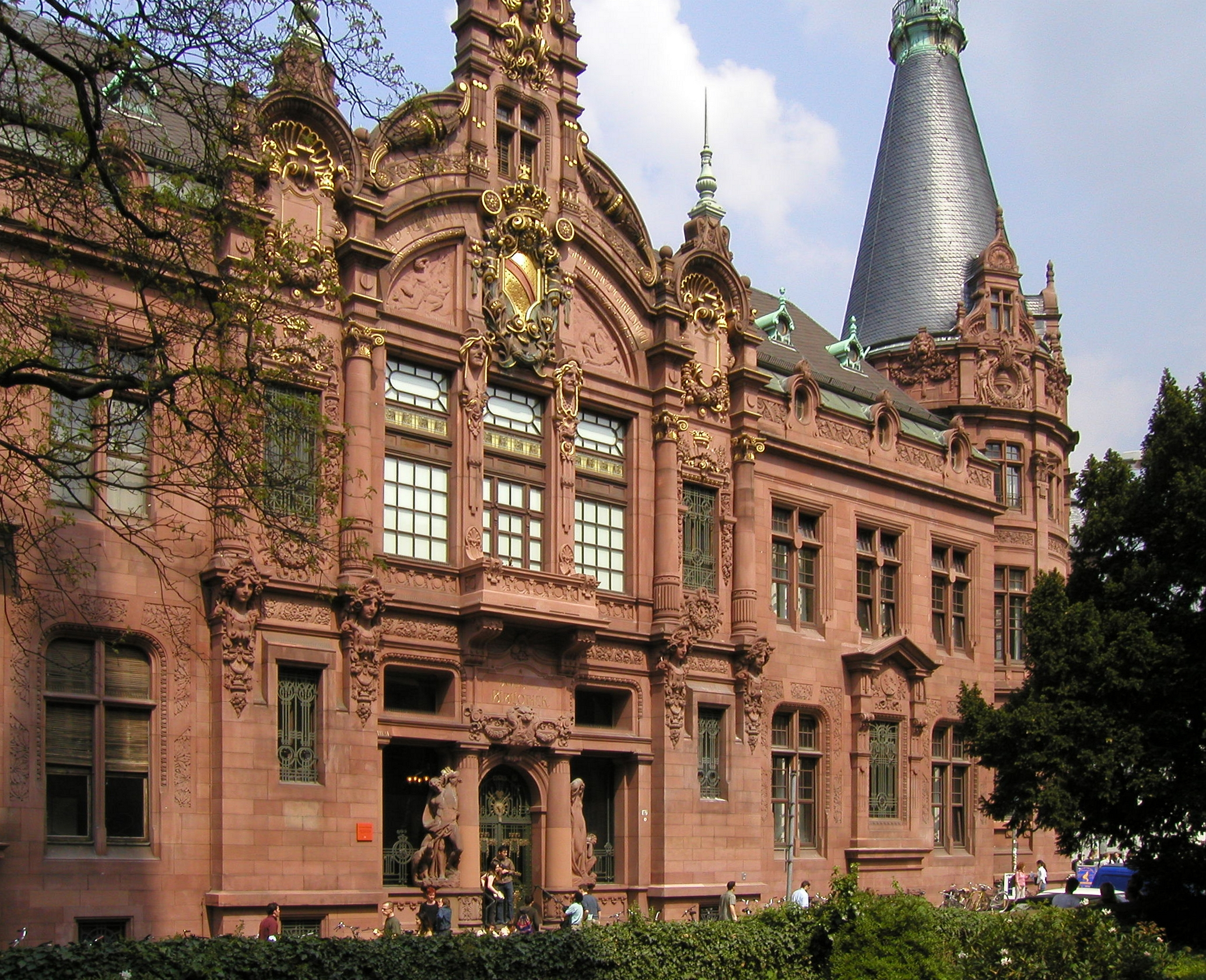
Uniwersytet w Heidelbergu, Niemcy

- Uniwersytet Aarhus – Aarhus

#### Niemcy
- Uniwersytet w Heidelbergu – Heidelberg
- Uniwersytet Techniczny w Monachium – Monachium
- Uniwersytet Ludwika i Maksymiliana w Monachium – Monachium

#### Szwecja
- Instytut Karolinska – Gmina Solna
- Uniwersytet w Uppsali – Uppsala

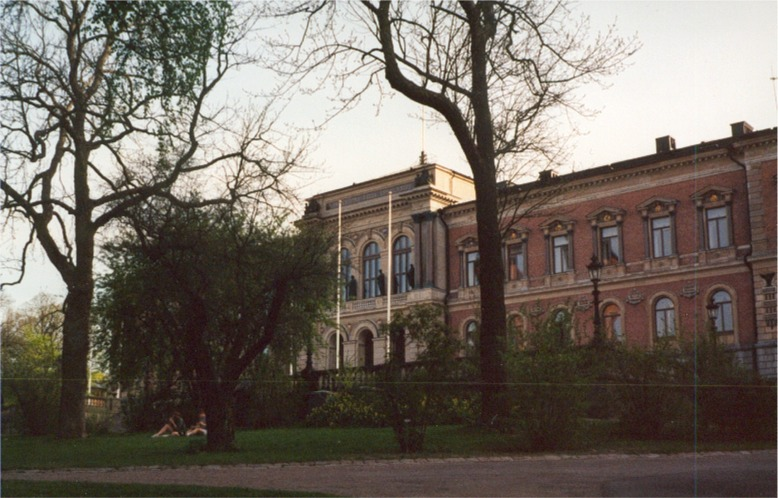
Budynek Uniwersytetu w Uppsali

- Uniwersytet Sztokholmski – Sztokholm

#### Holandia
- Uniwersytet w Utrechcie – Utrecht
- Uniwersytet w Lejdzie – Lejda

#### Szwajcaria
- Uniwersytet Zuryski – Zurych
- Uniwersytet Genewski – Genewa
- Uniwersytet Bazylejski – Bazylea

#### Norwegia
- Uniwersytet w Oslo – Oslo

#### Finlandia
- Uniwersytet Helsiński – Helsinki

#### Rosja

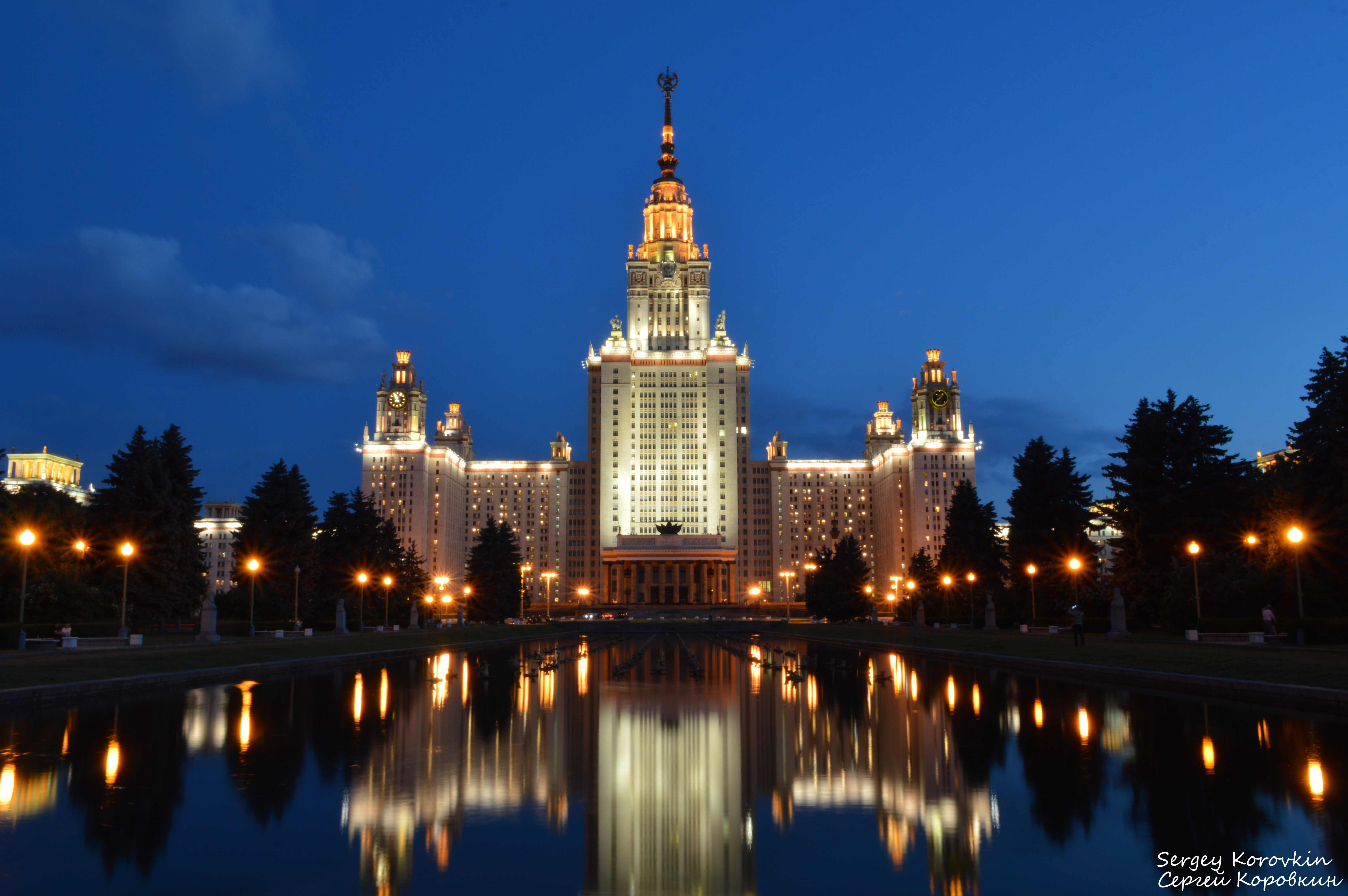
Budynek Uniwersytetu Moskiewskiego

- Moskiewski Uniwersytet Państwowy im. M.W. Łomonosowa – Moskwa

#### Belgia
- Uniwersytet w Gandawie – Gandawa

#### Wielka Brytania

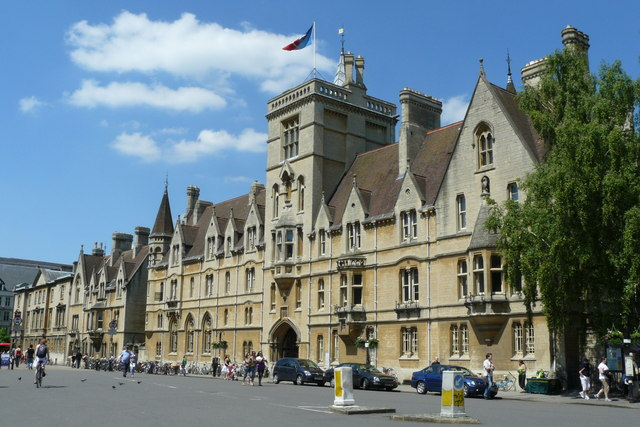
Balliol College w Oksfordzie – jedno z najstarszych kolegiów przy Uniwersytecie Oksfordzkim

- Uniwersytet w Cambridge – Cambridge
- Uniwersytet Oksfordzki – Oksford
- University College London – Londyn
- Imperial College London – Londyn
- Uniwersytet Manchesterski – Manchester
- Uniwersytet Edynburski – Edynburg
- Uniwersytet Bristolski – Bristol

### Ameryka Północna

#### Stany Zjednoczone
- Uniwersytet Harvarda – Cambridge
- Uniwersytet Stanforda – Stanford

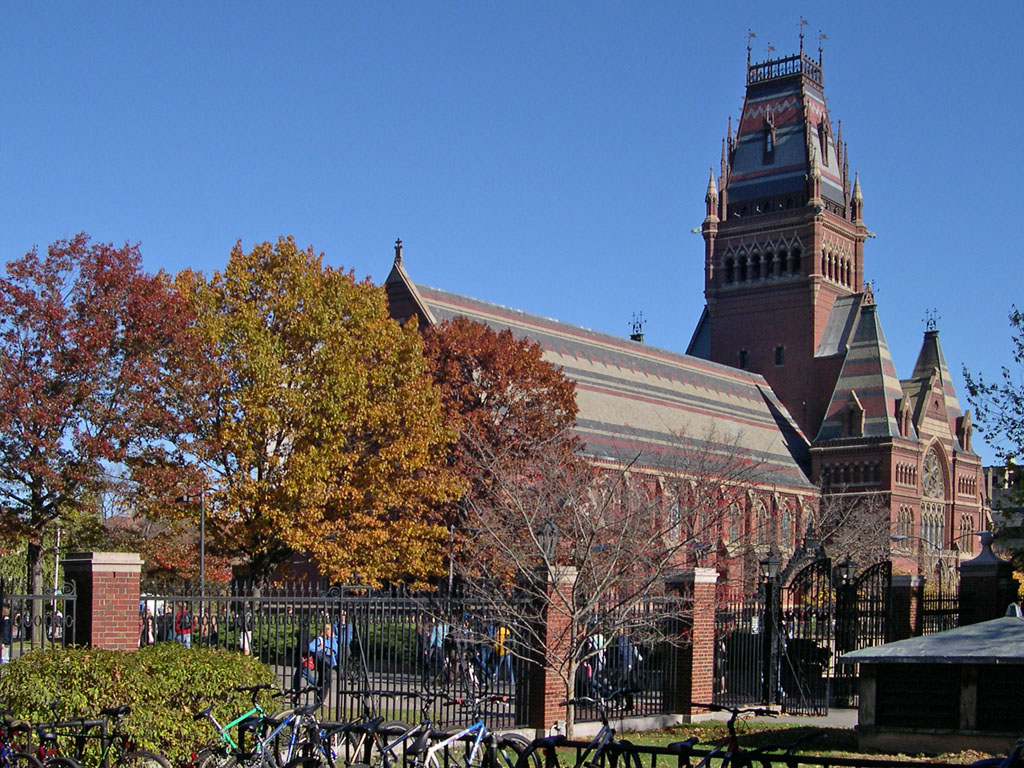
Uniwersytet Harvarda, Cambridge

- Uniwersytet Kalifornijski w Berkeley – Berkeley
- Uniwersytet w Princeton – Princeton
- Uniwersytet Columbia – Nowy Jork
- Uniwersytet Chicagowski – Chicago
- Uniwersytet Yale – New Haven
- Uniwersytet Kalifornijski w Los Angeles – Los Angeles

#### Kanada
- Uniwersytet w Toronto – Toronto
- Uniwersytet Lavala – Québec
- Uniwersytet Kolumbii Brytyjskiej – Vancouver, Kelowna
- Uniwersytet McGilla – Montreal

### Ameryka Południowa

#### Argentyna
- Uniwersytet w Buenos Aires – Buenos Aires

#### Brazylia

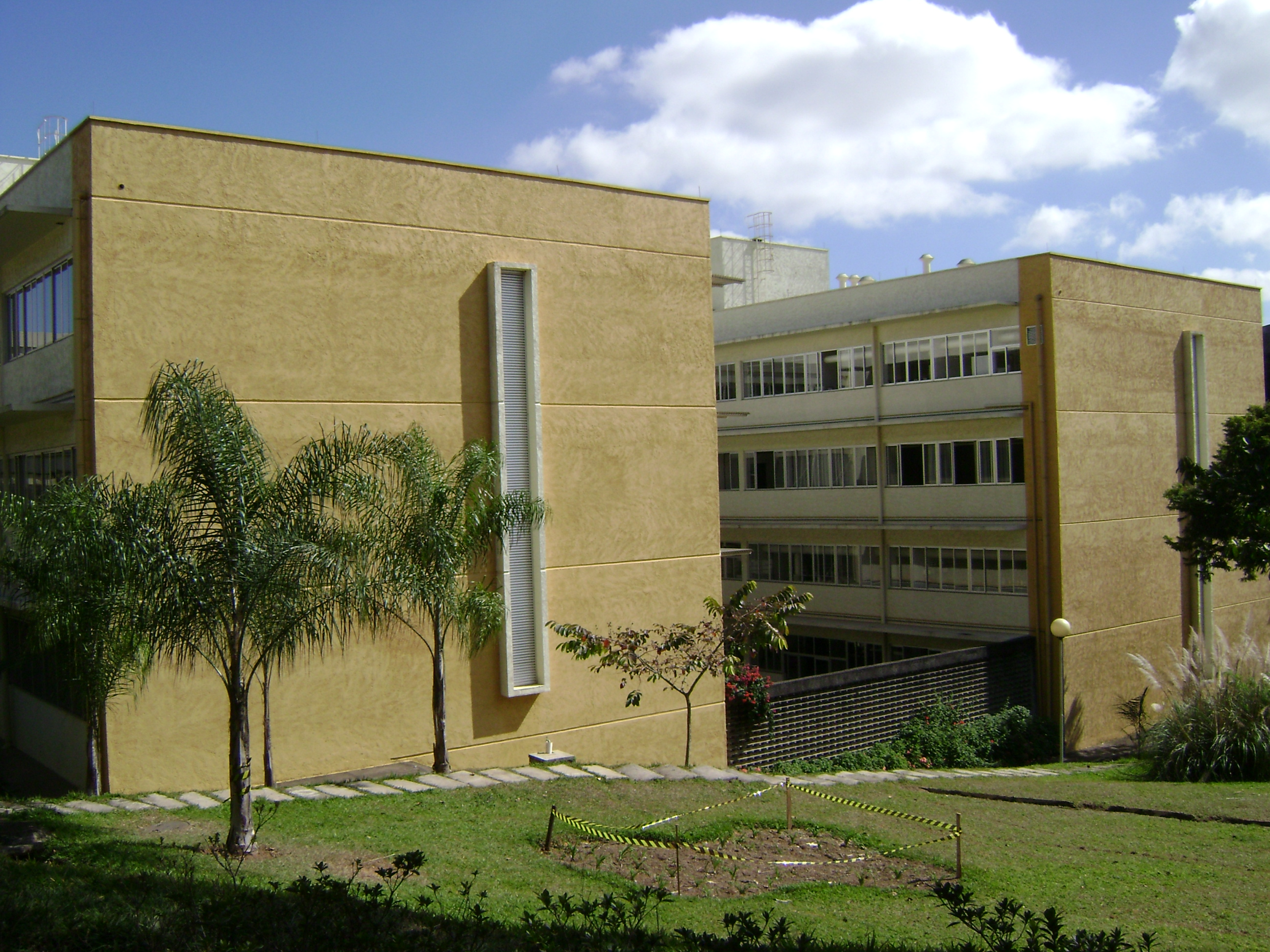
Wydział Farmaceutyczny Uniwersytetu de Minas Gerais

- Universidade de São Paulo – São Paulo
- Universidade Federal de Minas Gerais – Belo Horizonte
- Universidade Federal do Rio de Janeiro – Rio de Janeiro

### Afryka

#### Republika Południowej Afryki
- University of KwaZulu-Natal – Durban
- Uniwersytet Kapsztadzki – Kapsztad
- Stellenbosch University – Stellenbosch
- University of the Witwatersrand – Johannesburg

### Kraje arabskie

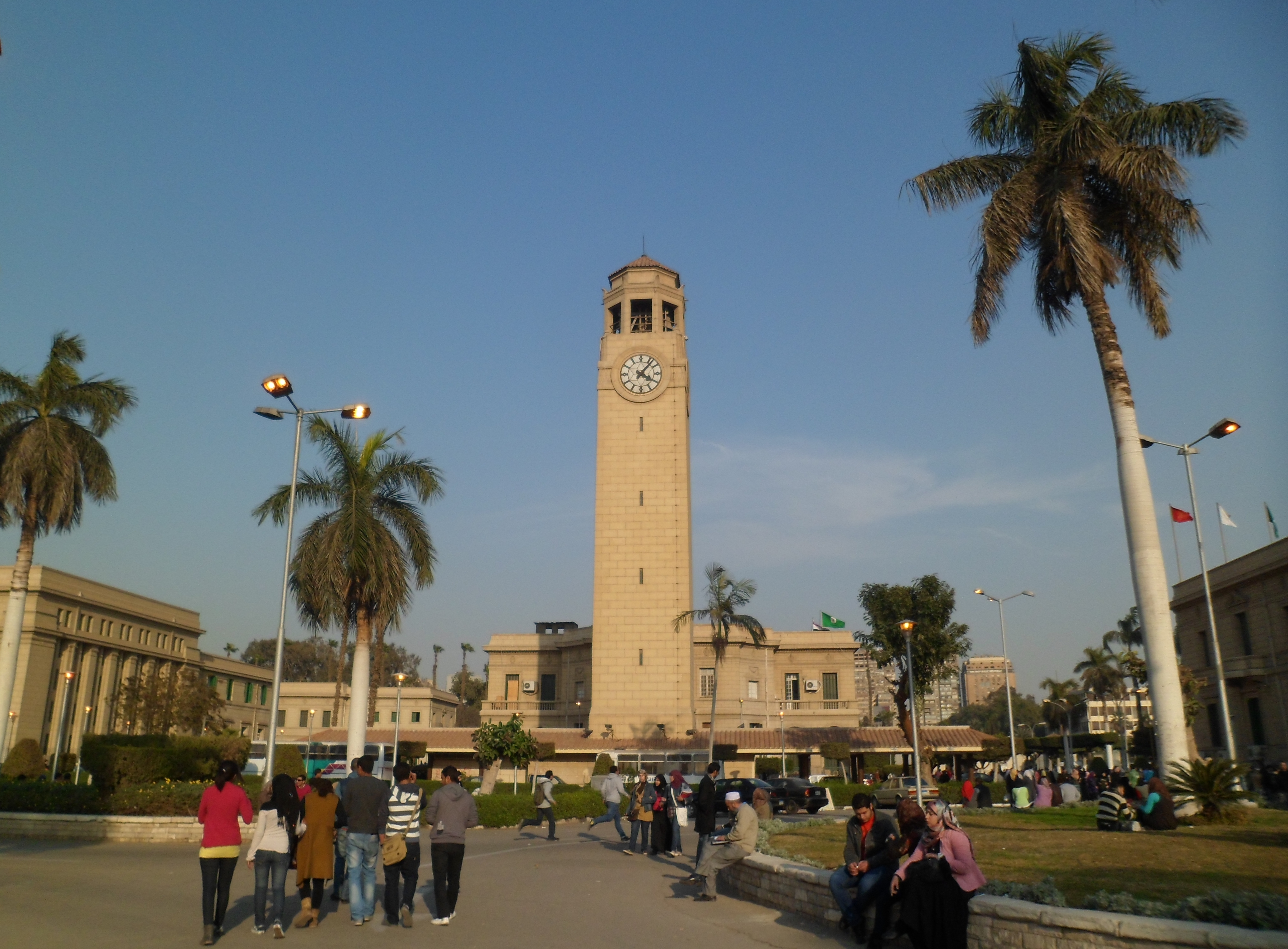
Uniwersytet Kairski

#### Uganda

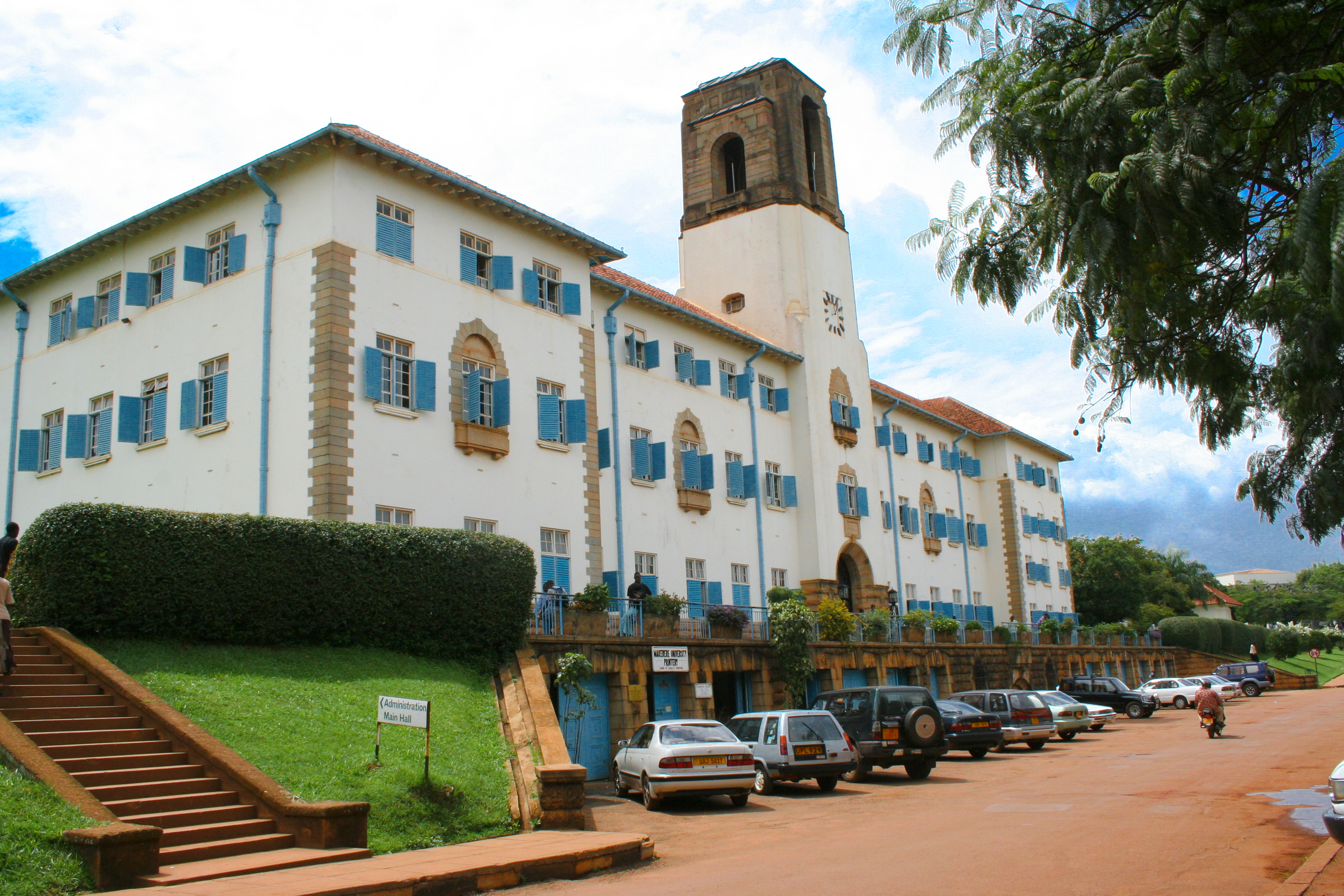
Wieża zegarowa Uniwersytetu Makerere

- Uniwersytet Makerere – Kampala

### Kraje arabskie[16]

#### Arabia Saudyjska
- Królewski Uniwersytet Saudyjski – Rijad
- Uniwersytet Króla Abdulaziza – Dżudda
- King Fahd University of Petroleum and Minerals – Az-Zahran

#### Liban
- Uniwersytet Amerykański w Bejrucie – Bejrut

#### Egipt
- Uniwersytet Kairski – Kair

### Azja

#### Singapur
- Narodowy Uniwersytet Singapuru – Singapur[17]

#### Japonia
- Uniwersytet Tokijski – Tokio
- Kyoto University – Kioto
- Uniwersytet Osakijski – Osaka

#### Izrael
- Uniwersytet Hebrajski – Jerozolima
- Technion – Hajfa
- Instytut Naukowy Weizmana – Rechowot

### Australia i Oceania

#### Australia
- Uniwersytet w Melbourne – Melbourne
- Australijski Uniwersytet Narodowy – Canberra
- University of Queensland – Brisbane